# Ładowacz przyczepiany
Ładowacz przyczepiany – maszyna rolnicza (ładowacz) służąca do załadunku i wyładunku środków transportowych takich materiałów jak piasek, żwir, nawozy mineralne, wapno, obornik, buraki, ziemniaki. W zależności od rodzaju wykonywanej pracy wymienia się chwytak na:
- chwytak do obornika
- kosz chwytaka do okopowych
- łyżka do materiałów sypkich

Najczęściej spotykane ładowacze przyczepiane:
- Cyklop T-214/1
- Cyklop T-214/3
- UNHZ-500
- UNHZ-750
- NuJN -100